# سعیده وارثی
سعیده حسین وارثی (به انگلیسی: Sayeeda Hussain Warsi) یا به‌طور تشریفاتی بارونِس وارثی (به انگلیسی: Baroness Warsi) (زادهٔ ۲۸ مارس ۱۹۷۱ در دوزبری، انگلستان) سیاستمدار بریتانیایی و عضو حزب محافظه کار بریتانیا، که در سال ۲۰۱۰ توسط دیوید کامرون به عنوان وزیر مشاور در کابینهٔ این کشور منصوب شد.
او تحصیل کردهٔ دانشگاه لیدز است. وی در سال ۲۰۰۴ با درآمد سالانه ۱۳۰ هزار پوند به عنوان مشاور حقوقی پارلمان بریتانیا انتخاب شد.

## خانواده
پدر و مادر سعیده وارثی از پاکستانی‌های مهاجر در بریتانیا هستند. او دختر دوم خانواده است و چهار خواهر دارد.
وارثی از همسر خود طلاق گرفته و صاحب یک دختر است.

## حمله به وارثی
او در سال ۲۰۰۹ مورد حمله با تخم مرغ توسط گروهی از معترضان به او قرار گرفت. مردان معترض معتقد بودند که او یک مسلمان شایسته نیست و از کشته شدن مسلمانان در افغانستان حمایت می‌کند.

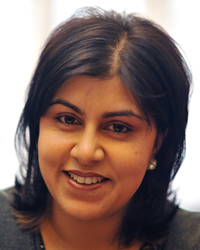